# Entyloma arctotis
Entyloma arctotis är en svampart som beskrevs av Vánky 2000. Entyloma arctotis ingår i släktet Entyloma och familjen Entylomataceae.   Inga underarter finns listade i Catalogue of Life.